# Волфганг I фон Монфор-Ротенфелс-Васербург
Волфганг I фон Монфор-Ротенфелс-Васербург (на немски: Wolfgang I von Montfort-Rothenfels-Wasserburg; * ок. 1489; † 21 март 1541) е граф на Монфор-Ротенфелс-Васербург в Баден-Вюртемберг, дворцов съветник, австрийски щатхалтер (ок. 1489 – 1540).

## Живот
Той е от влиятелния и богат швабски род Монфор/Монтфорт, странична линия на пфалцграфовете на Тюбинген. Син е на граф Хуго XV/XII фон Монфор-Ротенфелс-Васербург († 1519) и съпругата му Анна Сибила фон Цвайбрюкен-Лихтенберг († 1531), дъщеря на граф Симон VII Векер († 1499) и Елизабет фон Лихтенберг († 1495), дъщеря наследничка на Лудвиг V фон Лихтенберг (1417 – 1471) и Елизабет фон Хоенлое-Вайкерсхайм († 1488). Брат е на Йохан II фон Монфор-Ротенфелс-Васербург († 1547/1548) и Хуго XVI (XIV) фон Монфор-Ротенфелс-Васербург († 1564).
Волфганг I се жени за Елеонора фон Волкенщайн († 1549), дъщеря на фрайхер Михаел фон Волкенщайн († 1523), рицар на Ордена на Златното руно (1515), и Барбара фон Тун († 1509). Бракът е бездетен.